# Métiers de l'accueil
Pour les articles homonymes, voir Hôte.

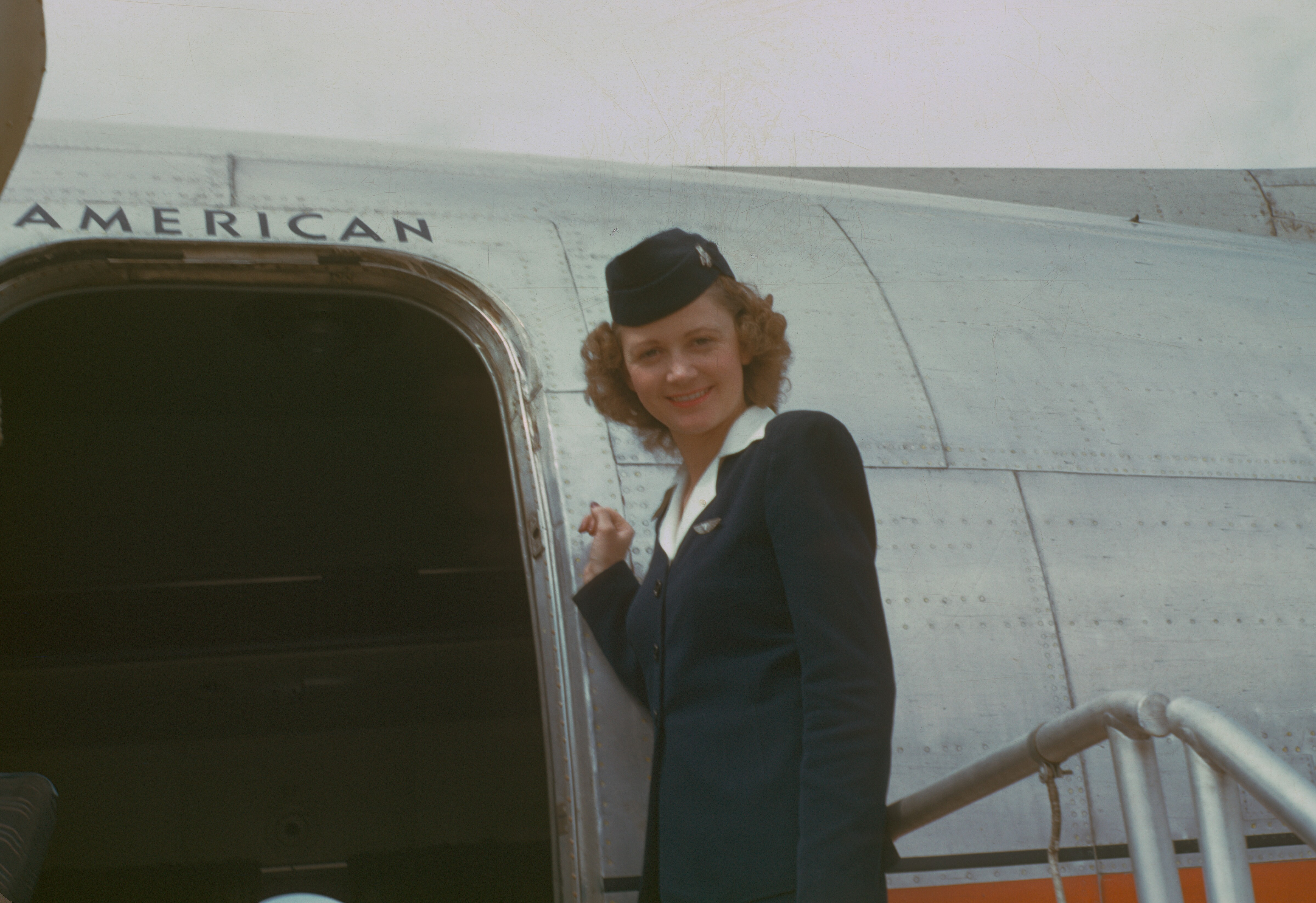
Une hôtesse de l'air dans les années 1950.

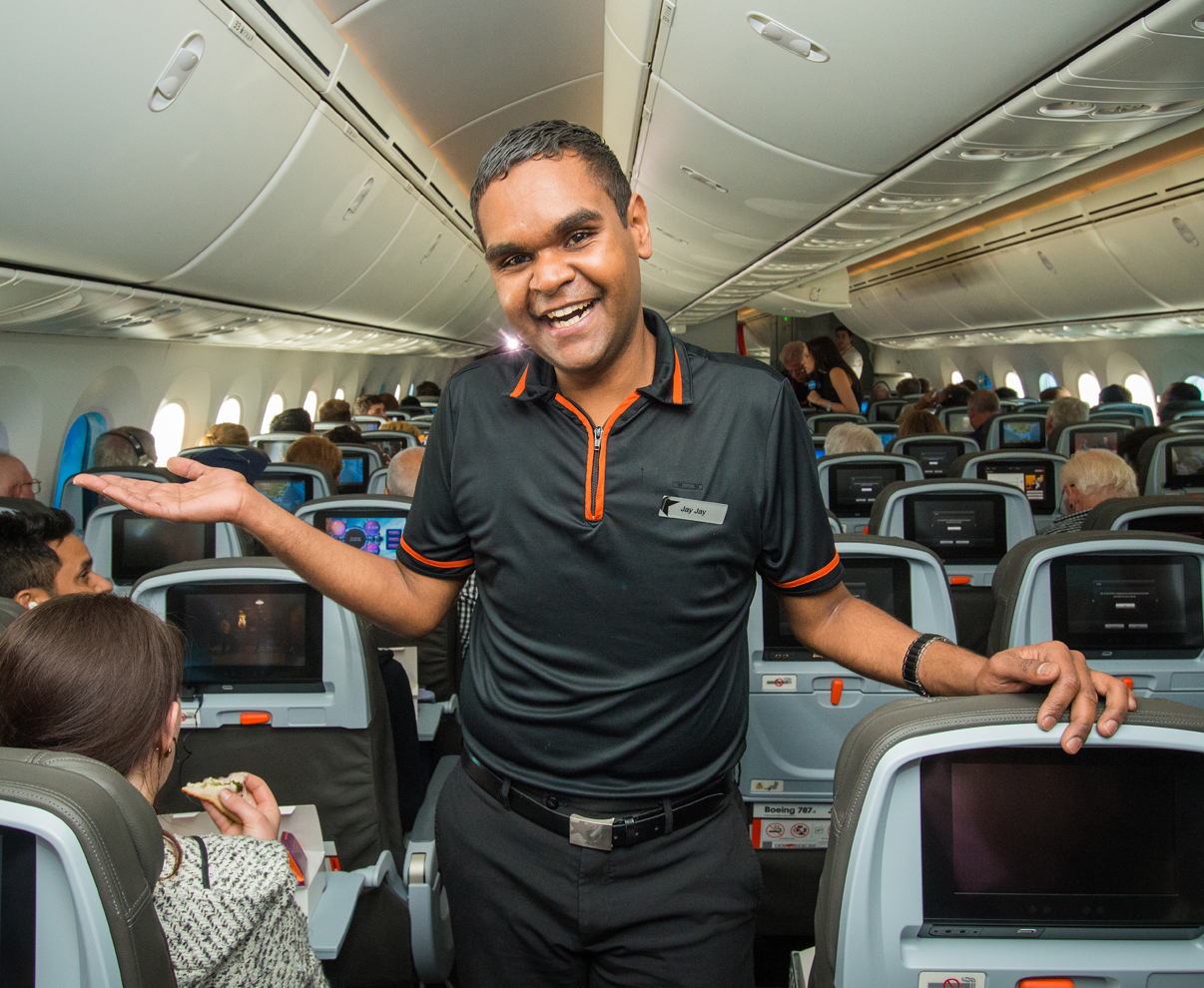
Un steward de Jetstar Airways en 2013.

Les métiers de l'accueil sont les professions chargées de l'accueil, exerçant dans toutes organisations susceptibles de recevoir des visiteurs, des clients, des usagers et du trafic téléphonique.

## Enjeux
L'accueil est primordial car il reflète avant toutes choses l’image de l’entreprise. Pour les clients, la propension de l'hôte(sse) à se révéler cordial(e), mais également efficace, est indispensable. Voici quelques qualités recommandées pour exercer cette fonction : la parfaite connaissance des informations, l'amabilité, une bonne diction, mais aussi une certaine aisance pour les relations humaines et l'envie de rendre service.

## Secteurs
La fonction d'accueil concerne trois univers distincts :
- L'accueil physique en entreprise ;
- L'accueil évènementiel ;
- L'accueil téléphonique.

### Accueil physique en entreprise
Le métier consiste à représenter physiquement une organisation et à informer et orienter les clients ou les visiteurs, de manière permanente ou dans le cadre d'évènements donnés. L'organisation employant l'hôtesse peut être une entreprise, une association, l'administration publique, etc.
Profession ayant un statut à part, les hôtes ou hôtesses de caisse, plus couramment appelées caissiers ou caissières, sont chargés, dans un magasin ou établissement de spectacle, de recevoir les clients qui viennent payer leurs achats.

### Accueil évènementiel

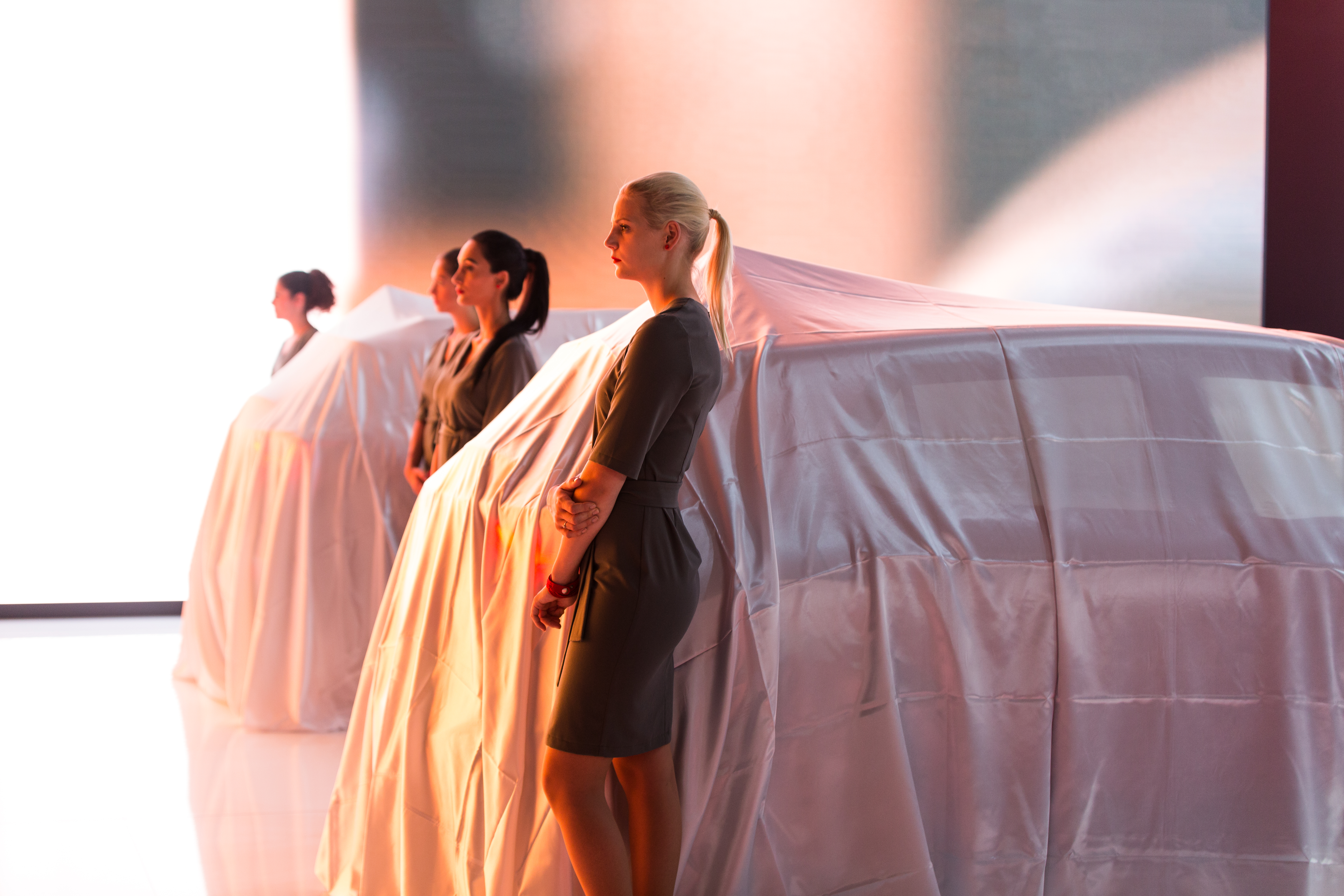
Hotesses d'événementiel automobile

Les équipes vouées à l'évènementiel interviennent de manière ponctuelle ou pour des missions telles que les soirées, salons et assemblées générales. Le rôle des hôte(sse)s est multiple ; accueillir les visiteurs, leur délivrer les badges d'accès et enfin les orienter font partie de leurs principales missions. Afin d’assurer une parfaite qualité de service lors de ces évènements, les hôte(sse)s doivent impérativement maîtriser plusieurs langues, et tout particulièrement l'anglais. 
Dans les salons et foires, des agents, ou hôte(sse)s d'accueil distribuent des prospectus et renseignent les visiteurs sur les produits, en redirigeant éventuellement les clients vers les vendeuses et vendeurs.

### Accueil téléphonique
On parle d'hôte(sse) téléphonique pour une personne qui répond plus particulièrement au téléphone : cette fonction peut se confondre avec celle de standardiste. Tout comme l'accueil physique, l'appel téléphonique doit respecter certains codes primordiaux. L'individu en poste se doit d’être poli, attentif et de se tenir informé de toutes les actualités concernant la société, qui pourraient lui être nécessaires.

## Formation
En France il existe en 2021 un baccalauréat professionnel « Métiers de l'accueil ». La durée de formation est de 3 ans après la 3e, et permet d'obtenir un diplôme national ou diplôme d'État.
La profession d'hôte ou hôtesse de caisse est accessible avec un diplôme dans les secteurs de la vente et de la distribution, ou bien une expérience professionnelle dans ces secteurs, sans diplôme particulier. 

## Legislation
Les métiers de l’accueil sont régis par la Convention collective no 3301 (prestataires de services dans le domaine du secteur tertiaire) et par le code du travail.
Décret du 14 mai 1991 :
- L’avènement des consoles téléphoniques des opératrices et opérateurs sur informatique oblige à prévoir une pause technique toutes les deux heures pour les hôte-sse-s d’accueil exerçant sur des plateformes de centre d'appels téléphoniques.
- Si la durée du travail est supérieure à 6h consécutives par jour, les directives du ministère du travail prévoient qu’une pause d'au moins 20 minutes soit organisée (les pauses repas dites "postées" étant interdites sur le poste de travail).
- L’obligation de reprise du personnel dans le cadre de la succession d’un contrat de sous-traitance ne s’applique pas au personnel prestataire d’accueil : pour éventuellement continuer la prestation avec le repreneur, l'hôtesse devra d'abord démissionner, pour être ré-embauchée. Il y aura perte de ses droits liés à son ancienneté, et une nouvelle phase de 2 mois de période d'essais (durant laquelle le nouvel employeur pourra mettre fin à son initiative, au nouveau contrat de travail de l'hôtesse). Dans cette hypothèse, l'hôtesse ne serait ainsi plus éligible aux allocations chômage de Pôle Emploi, vu que sa dernière action professionnelle aura été de démissionner 2 mois plus tôt.
- Norme AFNOR NFX 50_575 “prestataires d’accueil” publié au JO du 9 mars 2004 dont les règles de certification ont été établies en juillet 2004.
- Norme AFNOR X50-880. Accompagnement global à la gestion de la petite entreprise (décembre 1997).

## Statut social
Depuis les années 1970, le métier est structuré autour d'agences spécialisées dans le recrutement et la mise à disposition de ce type de personnel. Les hôtes et hôtesses s'intègrent dans la stratégie de communication de l'organisation, leur rôle ou leur tenue pouvant varier en fonction de la politique de leur employeur ou de la nature de l'évènement. Dans les organisations de taille importante, elles portent un uniforme au nom et aux couleurs de l'entreprise.
Les hôtes ou hôtesses d’accueil représentent en 2019, environ treize mille salariées en France, placées en entreprise; sans compter les milliers d’autres dépêchées lors d’événements ponctuels. Ces personnes sont habituellement rémunérées au SMIC horaire.
Ces métiers sont le résultat d'une tendance des entreprises à externaliser cette fonction. Le secteur est aujourd'hui omniprésent dans l’économie française.
La dévalorisation des hôtesses tient à leur statut. Elles ne sont pas recrutées par les sociétés qui recourent à leurs services, mais par des intermédiaires, en contrat à durée déterminée (CDD) pour l’évènementiel ou en contrat à durée indéterminée (CDI), généralement à temps partiel, pour les postes en entreprise. Elles ne bénéficient pas de certains droits, comme le comité d'entreprise ou la cantine de l'entreprise utilisatrice. Leur situation s'apparente à une externalisation à demeure. Cette forme de sous-traitance permet de sortir une partie de la main-d’œuvre de la masse salariale dans le bilan comptable (et donc d'afficher de meilleures performances vis-à-vis des actionnaires), ou d'éviter certains seuils d'effectifs internes, à partir desquels la loi impose des institutions représentatives du personnel.
En outre, en cas d'absence, le prestataire s'engage à trouver une remplaçante dans un délai de moins de deux heures. Cette grande flexibilité maintient la pression sur le personnel, qui sait qu'il peut être facilement sanctionné, ou réaffecté à volonté sur de longues distances, quasiment du jour au lendemain. Comme d'autres salariées embauchés en sous-traitance, les hôtesses sont rattachées à une convention collective moins avantageuse : le travail du dimanche et la plupart des jours fériés ne donnent par exemple pas lieu à une majoration du salaire.
Dans le secteur de l'accueil téléphonique, malgré la performance des employés dans ce domaine, certaines sociétés ont parfois recours à des systèmes de répondeurs vocaux automatiques à choix multiples.

### Cliché «sexiste»
Les sociétés prestataires veillent à la posture des hôtesses, au ton de leur voix, contrôlent la hauteur de leurs talons au centimètre près, la teinte de leur rouge à lèvres, le degré de transparence de leurs collants, la manière dont elles attachent leurs cheveux, etc.

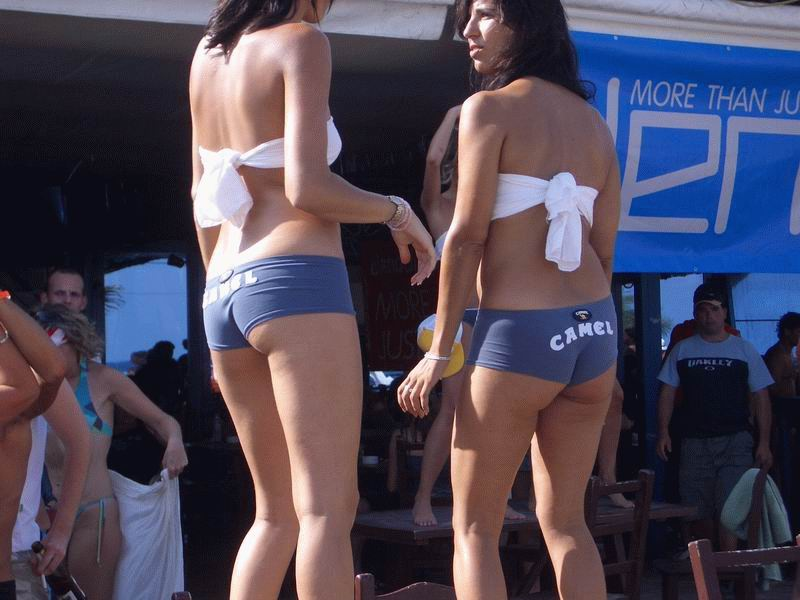
Deux hôtesses de promotion pour la marque de cigarette Camel.

Dans les salons automobiles, de bricolage ou de jeu vidéo, certaines hôtesses portent parfois des tenues ou des déguisements sexy et sont surnommées booth babes (ou simplement babes). Bien que cette pratique tende à disparaître, elle continue à exister dans certains domaines comme l'électronique ou les jeux vidéo. Cette forme de présentation a été largement dénoncée, du fait de l'image sexiste de la femme qui serait ainsi véhiculée,,, mais aussi en raison du caractère inutile de ces hôtesses, qui n'ont généralement guère de connaissances sur le produit. Elles ont été interdites dans plusieurs salons, notamment dans le jeu vidéo à la Penny Arcade Expo ou l'Eurogamer Expo.

## Principaux acteurs français du marché de l'accueil, 2013[5]
1. Phone Régie : 116,0 M€
2. Pénélope : 97,5 M€
3. City One : 56,7 M€
4. Securitas accueil : 19,8 M€
5. Elior Servie : 15,0 M€
6. Charlestown : 19,8 M€
7. Ceritex : 14,2 M€
8. Charleen : 10,0 M€
9. Axcess :  9,5 M€
10. Mahola : 9,4 M€
11. Aston agency : 6,8 M€
12. Florence Doré : 5,7 M€
13. ISGI Accueil : 4,5 M€
14. Agence ulteam : 4,4 M€
15. Par.S.on assistance : 4,0 M€
16. Théma : 3,6 M€
17. Marianne international : 3,2 M€
18. Altes accueil : 3,0 M€
19. Eden services : 2,1 M€
20. Highland hôtesses : 2,1 M€